# Tarnowo Podgórne

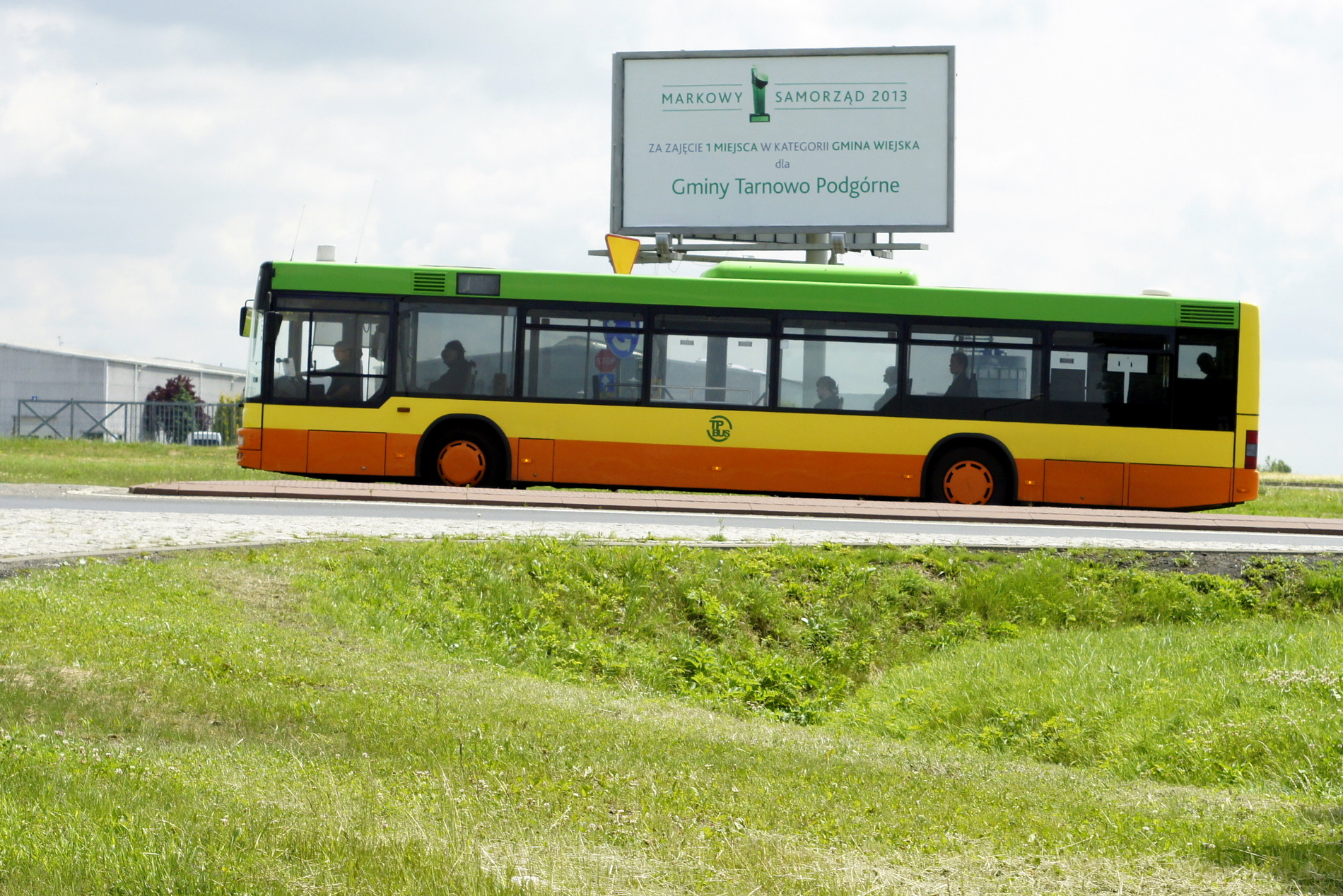
TP Bus - autobus komunikacji gminnej

Tarnowo Podgórne (dawn. niem. Schlehen) – Miasto w zachodniej Polsce, położona w województwie wielkopolskim, w powiecie poznańskim, siedziba gminy Tarnowo Podgórne. Miejscowość leży przy drodze krajowej nr 92, zaliczana jest do aglomeracji poznańskiej.

## Historia
Tarnowo Podgórne rozwinęło się na przełomie XIII i XIV wieku. W tym czasie Miasto, własność rycerskiego rodu Zarembów, przeszła we władanie biskupa poznańskiego Andrzeja. Pierwszą wzmiankę o Tarnowie można znaleźć w II tomie Kodeksu Dyplomatycznego Wielkopolski. Zamieszczono tam dokument z 15 lipca 1288 r. opisujący parafię w Lusowie: „ ...przyznajemy kościołowi w Lusowie te wsie do parafii: Lusowo, Lusówko, Tarnowo i drugie Tarnowo, Kobylniki, Sady, Swadzim i Sierosław, a z innych wsi dziesięciny: z Rumianka, Piątkowa (obecnie część miasta Poznań) Sobiesiernia, Brzeźna...”.  W latach 1946–1998 miejscowość administracyjnie należała do województwa poznańskiego.

## Architektura

### Zabytki
- kościół pw. Wszystkich Świętych wybudowany w 1464 roku, przebudowany w XVIII wieku, gotycki;
- kościół pw. Najświętszego Serca Pana Jezusa z 1901 roku, najpierw ewangelicki, obecnie rzymskokatolicki (filialny);
- piwnice domu celnego z 1. połowy XIX wieku.

## Demografia
W 2018 r. Tarnowo Podgórne liczyło 5778 mieszkańców, W 1 stycznia 2013 roku Tarnowo Podgórne odzyskała status Miasta. Mimo tego miejscowość ta nie jest największą jednostką osadniczą gminy. Położone przy granicy z Poznaniem – Przeźmierowo – w tym samym czasie zamieszkiwało 6538 osób. Powierzchnia sołectwa obejmuje 16,42 km², co daje gęstość zaludnienia rzędu 267,78 osób/km².
Tarnowo Podgórne

## Wspólnoty wyznaniowe
- Kościół greckokatolicki:

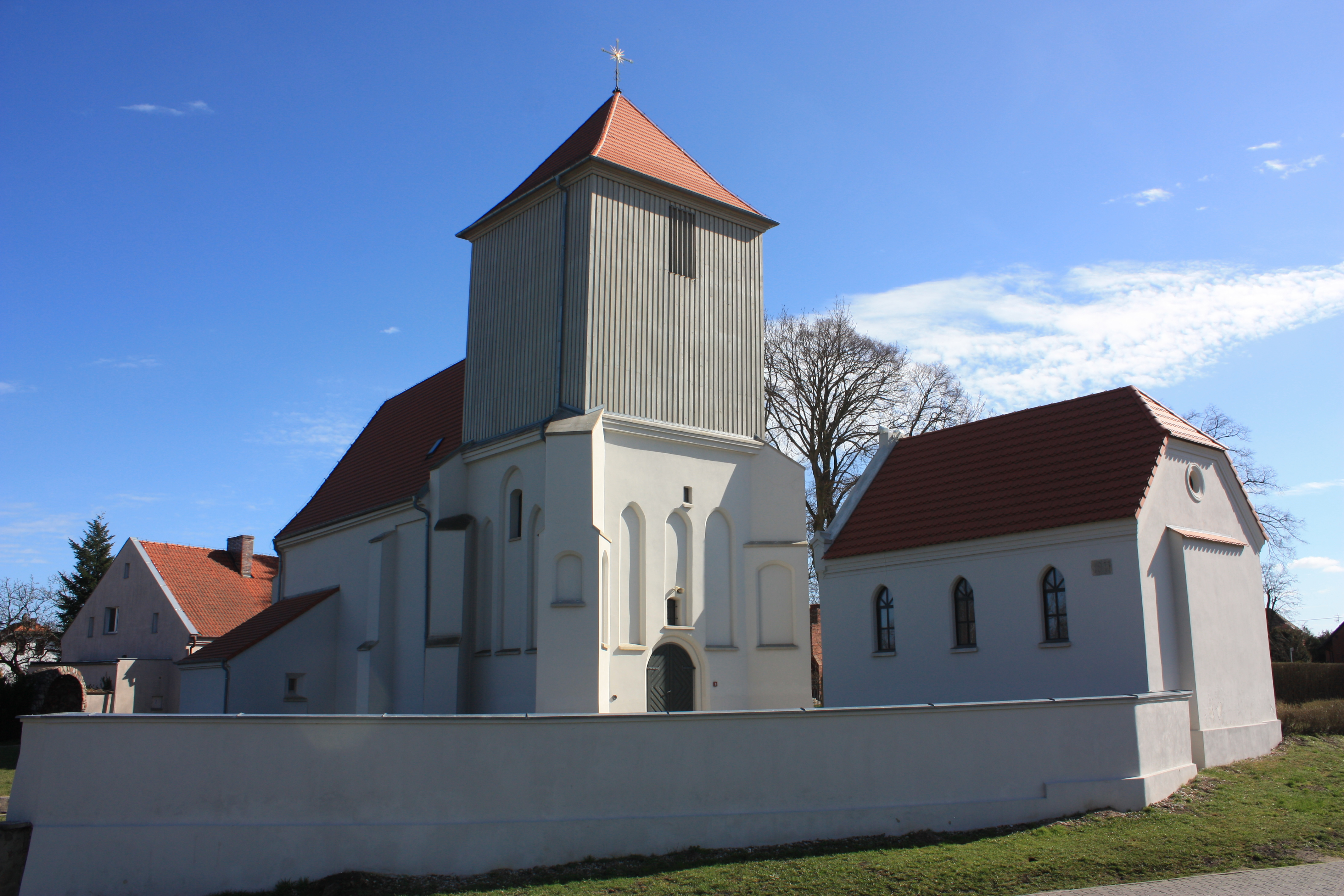
Kościół Wszystkich Świętych

  - placówka duszpasterska w Tarnowie Podgórnym, nabożeństwa prowadzone są w kościele rzymskokatolickim Wszystkich Świętych[6]
- Kościół rzymskokatolicki:
  - parafia Wszystkich Świętych[7]

## Sport

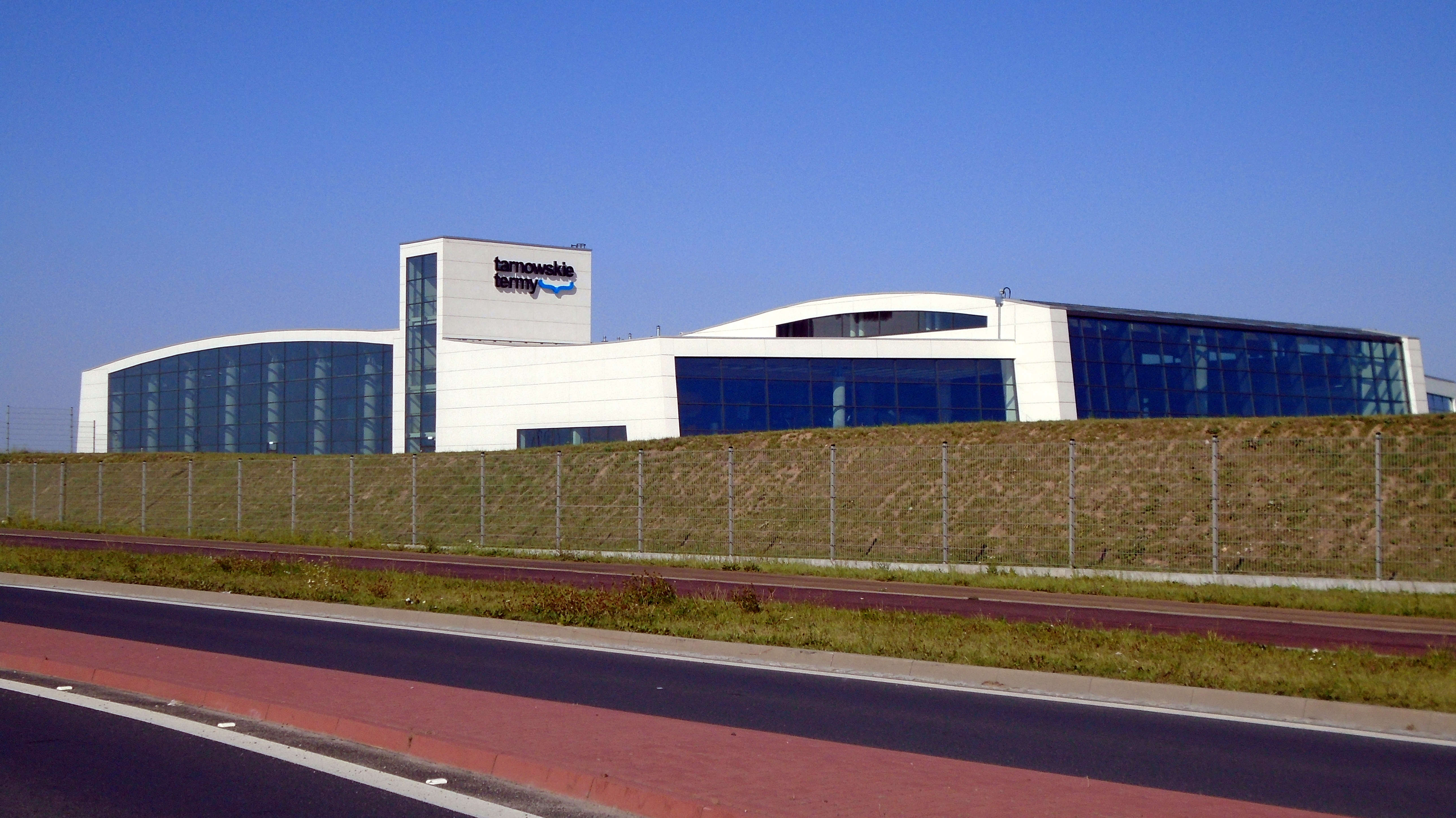
Tarnowskie Termy

Obecnie najbardziej znanym zespołem sportowym wywodzącym się z Tarnowa Podgórnego jest drużyna kolarska GKS Tarnovia Tarnowo Podgórne, której zawodnicy w 2010 roku wywalczyli 7 medali na Mistrzostwach Polski w tym 2 złote. Od 2012 roku w Tarnowie Podgórnym organizowany jest „Bieg Lwa” na dystansie półmaratońskim.
W miejscowości znajduje się wiele nowoczesnych obiektów sportowych, takich jak :
- stadion piłkarski GKS Tarnovia (ok. 500 miejsc siedzących),
- hala sportowa z trybunami,
- kręgielnia klasyczna,
- boisko piłkarskie ze sztuczną nawierzchnią,
- aquapark Tarnowskie Termy
- kompleks mniejszych boisk tartanowych wraz z kortami tenisowymi,
- pierwsze w województwie wielkopolskim pełnowymiarowe kryte lodowisko.
- pole golfowe w Rumianku